# Poloostrov Fao

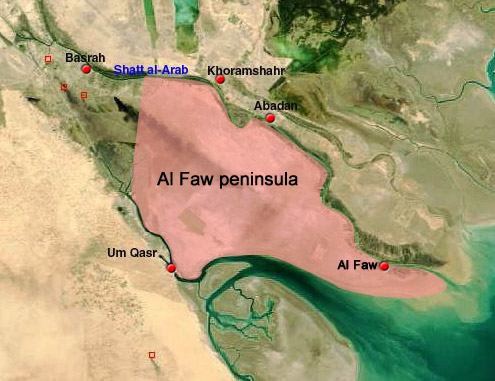
Mapa

Fao (arabsky شبه جزيرة الفاو) je poloostrov při ústí řeky Šatt al-Arab do Perského zálivu, který patří k iráckému guvernorátu Basra. Poloostrov je plochý a bažinatý, nacházejí se na něm města Faó a Umm Kasr. Místní obyvatelé se živí převážně rybolovem, oblast také patří ke střediskům těžby a zpracování ropy. Strategicky významný poloostrov je předmětem územních sporů mezi Irákem, Íránem a Kuvajtem, bojovalo se o něj za první světové války, irácko-íránské války, války v zálivu i války v Iráku.